# Karol Górniak
Karol Górniak (ur. 7 lipca 1886, zm. 7 sierpnia 1946) – polski inżynier, dyrektor Fabryki Maszyn i Wagonów w Sanoku.

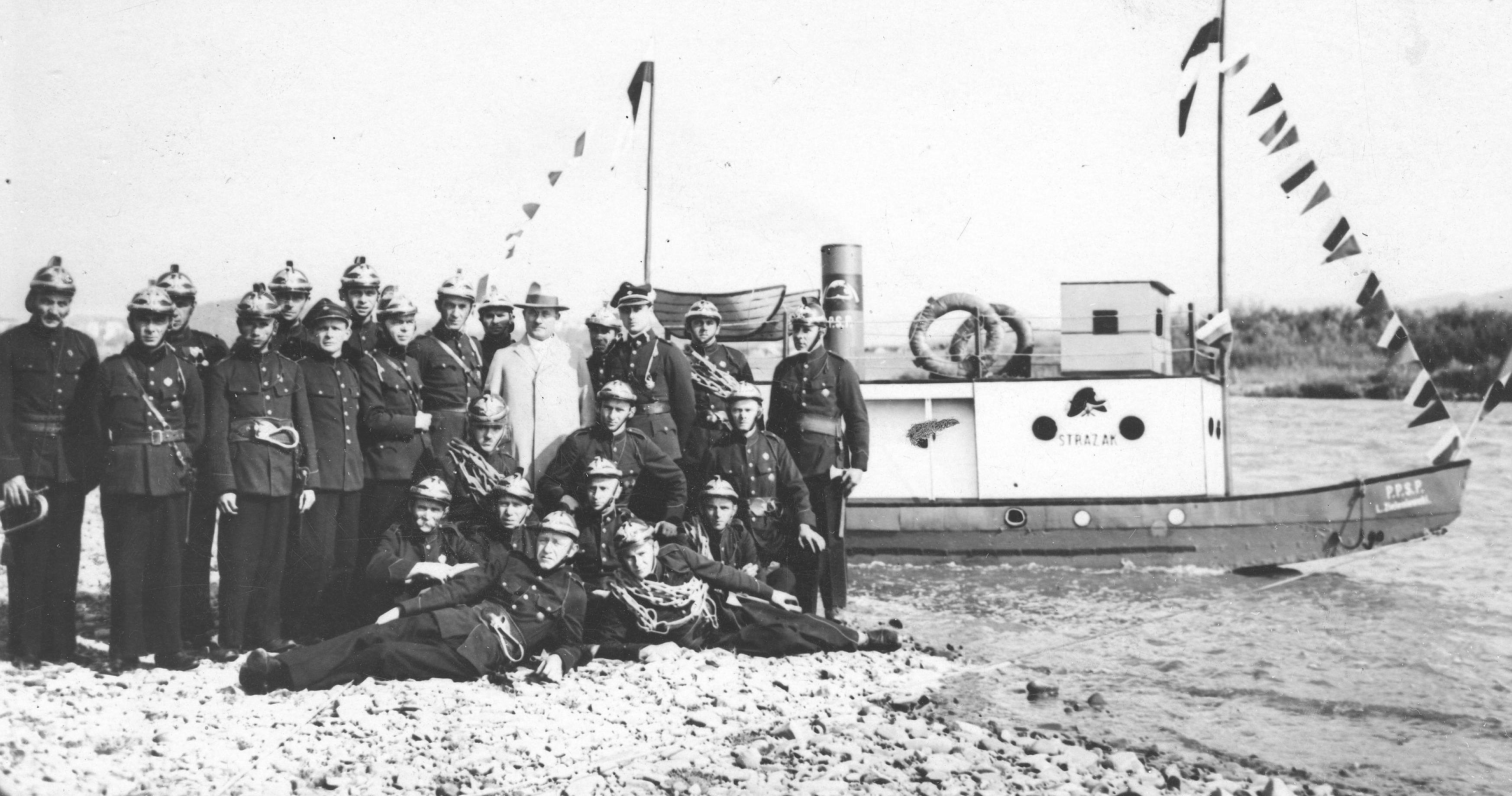
Podhalańska Przemysłowa Straż Pożarna L. Zieleniewski podczas Święta Morza w Sanoku w 1933. Na zdjęciu Karol Górniak (w jasnym stroju cywilnym)

## Życiorys
Urodził się 7 lipca 1886 w rodzinie chłopskiej. Pochodził ze wsi Gumna. Ukończył szkołę średnią, a następnie studia na Wyższej Szkole Technicznej, uzyskując tytuł inżyniera. Od wiosny 1928 przebywał w Sanoku, gdzie od 1929 do końca istnienia II Rzeczypospolitej sprawował stanowisko dyrektora naczelnego tamtejszej fabryki maszyn i wagonów pod oficjalną nazwą Zjednoczone Fabryki Maszyn, Kotłów i Wagonów – L. Zieleniewski i Fitzner-Gamper, Spółka Akcyjna, Fabryka Sanocka.
W 1932 został reprezentantem gminy Posada Olchowska do Zarządu Tymczasowego po przyłączenia gminy do miasta Sanoka, reprezentując stronnictwo polityczne Bezpartyjny Blok Współpracy z Rządem. 30 lipca 1935 został wybrany delegatem do zgromadzeń Izby Przemysłowo-Handlowej we Lwowie w okręgu nr 77 w Sanoku. Był członkiem wspierającym Katolicki Związek Młodzieży Rękodzielniczej i Przemysłowej w Sanoku. W 1936 otrzymał dylom zasługi, przyznany przez Zarząd Okręgu Wojewódzkiego Ligi Obrony Powietrznej i Przeciwgazowej we Lwowie z okazji „XIII Tygodnia L.O.P.P.”. W 1939 został wybrany radnym rady miejskiej w Sanoku.
Funkcję pełnił także po wybuchu II wojny światowej, gdy w okresie kampanii wrześniowej w myśl rozkazu z 7/8 września 1939 nastąpiła ewakuacja fabryki na wschód, zatrzymana w Stanisławowie 18 września po agresji ZSRR na Polskę. Po nastaniu okupacji niemieckiej pozostawał dyrektorem zakładu, przemianowanego przez Niemców na Zieleniewski Maschinen und Wagonbau-Gesellschaft m. b. H. Werk Sanok. Podpisał Deutsche Volksliste i był formalnie Volksdeutschem. W tym czasie działał na rzecz ochrony samego zakładu, odmawiając produkcji w fabryce sprzętu zbrojeniowego, co argumentował przestarzałymi urządzeniami produkcyjnymi. Około 1943 otrzymał od Niemców projekt produkcji małych bomb, jednak ich wytwarzanie nie rozwinęło się w fabryce. Chronił także pracowników fabryki przed wywożeniem ich na roboty przymusowe w III Rzeszy, udzielał wsparcia rodziny wywiezionych na te roboty, wspierał finansowo działalność polskiej konspiracji Związku Walki Zbrojnej i Armii Krajowej, w tym z oddziału partyzanckiego OP-23. Mimo że nie był czynnym członkiem konspiracji, odnosił się pozytywnie do działań żołnierzy podziemia, m.in. zaakceptował przychylnie tryb pracy, zaproponowany przez członka konspiracji, który polegał na zmniejszeniu pracy i zmierzał do zwiększenia kosztów w fabryce. Swoją działalność podczas okupacji wykonywał z narażeniem własnej osoby.
Opuścił Sanok latem 1944 w czasie wycofywania się Niemców z miasta wobec nadejścia frontu wschodniego. Odznaczał się wysoką organizacją pracy, był znany z pozytywnego podejścia do pracowników każdego szczebla oraz przystępności wobec nich, za co zyskał szacunek zarówno wśród robotników jak i działaczy konspiracji podczas wojny.
Był żonaty z Marią (1898–1988).
Zmarł 7 sierpnia 1946. Został pochowany na Cmentarzu Ewangelicko-Augsburskim w Gumnach (sektor I-I-8).

## Ordery i odznaczenia
- Złoty Krzyż Zasługi (19 lipca 1939)[30]